# Teinopodagrion curtum
Teinopodagrion curtum är en trollsländeart som först beskrevs av Selys 1886.  Teinopodagrion curtum ingår i släktet Teinopodagrion och familjen Megapodagrionidae. IUCN kategoriserar arten globalt som livskraftig. Inga underarter finns listade i Catalogue of Life.